# Сердюк Іван Сергійович
Сердюк Іван Сергійович народився 28 грудня 1936, с. Івахни Монастирищенський район, Черкаська область-український художник, майстер різьблення по дереву, карбуванню по металу, кераміці. Відмінник народної освіти України, член Національної спілки народних майстрів України (2011).

## Життєпис
У 1960 році закінчив Косівське училище прикладних мистецтв (нині — Інститут прикладних мистецтв). Одержавши диплом за спеціальністю майстра-художника з художньої обробки деревини повернувся  на батьківщину, де працював 2 роки вчителем. Працюючи в школі, вступив до Уманського державного педагогічного інституту і в 1967 році одержав диплом та спеціальність учителя математики і трудового навчання загальноосвітньої школи.
Працював до 1978 року вчителем в школах м. Умані. З 1978 року по 2010 рік — старший викладач Уманського державного педагогічного інституту ім. Павла Тичини (нині університет).
З 2011 року — пенсіонер, народний майстер, творчий працівник.
Створює картини в техніці мозаїки з соломи. Його роботи експонуються в багатьох музеях міст України та зарубіжжя: Києві, Умані, Черкасах, Корсунь-Шевченківському, Луцьку, Каневі, Гнєзно (Польща). Протягом своєї трудової діяльності взяв участь більш як у 70 виставках. Найбільш активною діяльність митця стала в останнє десятиліття.
Має 50 наукових статей, 7 навчально-методичних посібників, більше 20 навчальних програм, частина з яких були включені Інститутом педагогіки до навчальних програм з трудового навчання загальноосвітніх шкіл і використовуються вчителями вже майже чверть століття.
Виставки:
- 29 листопада 2013 — Персональна виставка художника Івана Сердюка  (виставковий зал історико-архітектурного заповідника "Стара Умань);
- 17 серпня 2016 — «Шануймося, українці» Черкаський художній музей;[3][4]
- 18 січня 2017 — Ювілейна персональна виставка «Без верби і калини нема України» (виставковий зал історико-архітектурного заповідника "Стара Умань)[5];